# Heinrich Theodor Behn

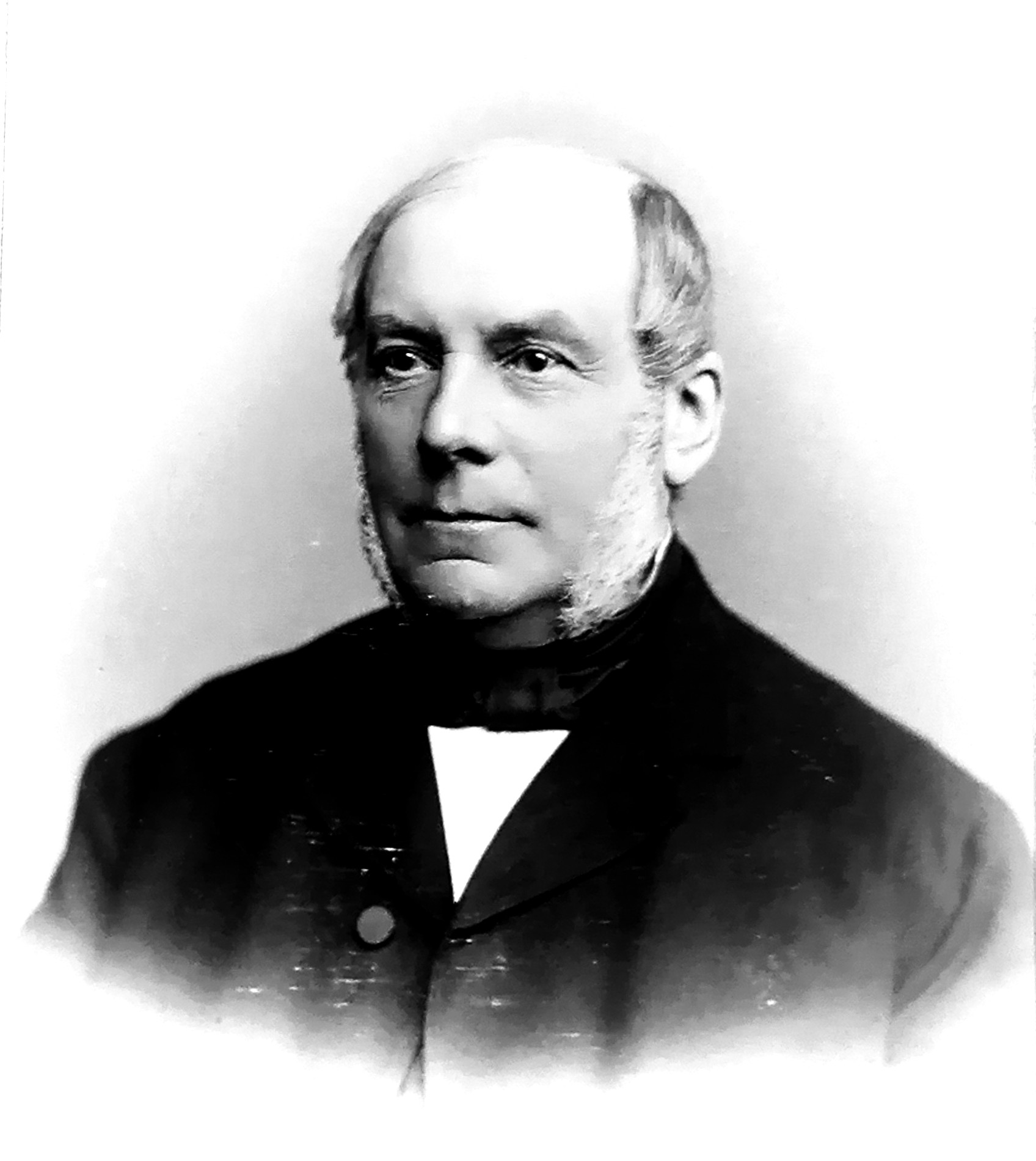
Heinrich Theodor Behn

Heinrich Theodor Behn in seinen Amtsräumen

Heinrich Theodor Behn (* 15. Februar 1819 in Lübeck; † 28. Februar 1906 ebenda) war ein Bürgermeister der Hansestadt Lübeck.

## Leben

### Herkunft
Seine Eltern waren der Arzt Georg Heinrich Behn (1773–1855) und Johanna Elisabeth Stintzing (1786–1850), Tochter des Weinhändlers Georg Friedrich Stintzing († 1800) und älterer Schwester des gleichnamigen Lübecker Ratsherrn Georg Friedrich Stintzing.

### Laufbahn
Behn war Sohn eines Arztes in Lübeck. Er besuchte das Katharineum bis zum Abitur Ostern 1838 (zusammen mit Christian Theodor Overbeck), studierte Rechtswissenschaften und promovierte 1841 in Göttingen.
Ab 1842 praktizierte er in Lübeck als Anwalt. Er gehörte zunächst dem Kreis von heute mit Jung-Lübeck umschriebenen liberalkonservativen Reformern an, die sich ab Mitte der 1830er Jahre gegen die seit der Lübecker Franzosenzeit vorherrschende Reaktion und Erstarrung wandten. Aufgrund der aus diesem Kreis heraus geäußerten abgewogenen eigenen Meinung erlangte er hohe Bekanntheit in der Stadt und wurde schon sehr jung im Revolutionsjahr 1848 in die Bürgerschaft gewählt. Dort übernahm er schnell die Initiative und stieg in deren Gremien auf. 1848 war er Mitglied des Vorparlaments. 1858 erfolgte seine Wahl in den Senat der Stadt. Im Gegensatz zu Theodor Curtius legte er seinen Arbeitsschwerpunkt auf die inneren Angelegenheiten der Politik des Lübeckischen Staates, so dass beide sich aus ihrer Gegensätzlichkeit heraus in ihrer Tätigkeit hervorragend ergänzten. Siebenmal war er von 1871/72 bis 1895/96 Bürgermeister der Stadt.
Als Bürgermeister war er am 31. Mai 1895 zur Grundsteinlegung des Elbe-Trave-Kanals mit anderen geladen. Der von dem Wasserbaudirektor Peter Rehder dargebotene silberne Hammer wurde dem präsidierenden Bürgermeister mit den Worten: „Dieser Stein aus nordischen Granit ist bereitet, den Grund- und Eckstein des Baues zu bilden. Namens der mit der Leitung des Baues betrauten Behörde überreiche ich Ew. Magnificenz den Hammer um durch den Schlag desselben den Beginn des Baus zu verkünden.“
Der Bürgermeister vollzog daraufhin die ersten Hammerschläge, bevor er den Hammer an den königlich preußischen Gesandten, Alfred von Kiderlen-Waechter, weiterreichte.
Am 9. Dezember 1901 hatte der Senat seinem ihm über 42 Jahre angehörenden 82-jährigen Senator die von ihm nachgesuchte Versetzung in den Ruhestand gemäß den Bestimmungen des Gesetzes vom 7. April 1875 gewährt.
Der St.-Gertrud-Verein errichtete 1900 ihm zu Ehren den Behnturm in den Trave-Tannen am Breitling der Trave. Der aus Naturstein errichtete 9 Meter hohe Aussichtsturm wurde 1963 versehentlich wegen Baufälligkeit gesprengt, obwohl nach heftigen Bürgerprotesten schon Spendenzusagen für die Erhaltung des Turms vorlagen. Auch der Behn-Kai im Lübecker Hafen ist nach ihm benannt.

### Wilhelm I. in Lübeck
Der Kaiser traf am 22. November 1874 auf der Reise von Kiel nach Berlin 22 Uhr 15 Min. den Lübecker Bahnhof ein. Das Publikum wurde auf den nördlichen Teil des Perrons beschränkt. Zum Empfang des Kaisers war eine Senatsdeputation aus Bürgermeister Curtius und den Senatoren Behn, Georg Christian Tegtmeyer und Heinrich Gustav Plitt, ferner Oberpostdirektor Hermann Lingnau, Steuerrat Schmorl, Zollverwalter Weisbrod, Telegrafeninspektor Buchner, Oberstleutnant Schwencke und Major Ernst Melms, sowie der preußische Gesandte Adalbert von Rosenberg und der preußische Konsul Wilhelm Fehling erschienen.
Mit dem Kaiser reisten die Prinzen Carl und Prinz Friedrich Karl, der Großherzog zu Mecklenburg, dem Präsidenten des Reichskanzleramts Rudolph Delbrück, Generalfeldmarschall Helmuth von Moltke, Marineminister Albrecht von Stosch und den hier den Zug verlassenden Generalleutnant Hermann von Tresckow.
Der Aufenthalt, während dem sich der Kaiser mit den Wartenden unterhielt, dauerte nur wenige Minuten, bevor der Zug die Stadt in Richtung der mit Bengalischen Flammen erleuchteten mit Publikum gesäumten Wälle entlang der heutigen Possehlstraße wieder verließ.

### Familie
Sein Enkel war der Bildhauer Fritz Behn. Das 1823 von dem Arzt Georg Heinrich Behn erworbene Wohnhaus der Familie in der Königstraße wurde nach dem Ersten Weltkrieg 1921 durch eine Stiftung Lübecker Bürger zum Museum Behnhaus.